# Kammmolch-Biotop Röderhofer Teiche
Kammmolch-Biotop Röderhofer Teiche este o arie protejată (sit de importanță comunitară — SCI) din Germania întinsă pe o suprafață de 79,31 ha, integral pe uscat.

## Localizare
Centrul sitului Kammmolch-Biotop Röderhofer Teiche este situat la coordonatele 52°05′26″N 9°59′05″E / 52.0906°N 9.9847°E.

## Înființare
Situl Kammmolch-Biotop Röderhofer Teiche a fost declarat sit de importanță comunitară în ianuarie 2005 pentru a proteja 1 specie de animale.

## Biodiversitate
Situată în ecoregiunea continentală, aria protejată conține 2 habitate naturale: Păduri de fag Asperulo-Fagetum, Păduri de fag din Europa Centrală dezvoltate pe sol calcaros cu Cephalanthero-Fagion.
La baza desemnării sitului se află o specie protejată de  amfibieni: triton cu creastă (Triturus cristatus).
Pe lângă speciile protejate, pe teritoriul sitului au mai fost identificate 1 specie de plante.